# Gotlands Allehanda
Gotlands Allehanda (GA) är en dagstidning som utges på Gotland måndag till lördag. Politiskt är  tidningen oberoende moderat. Fullständig titel Gottlands Allehanda, 1977-1998 med GA/ Gottlands Allehanda. Provnummer trycktes 15 december 1872 . Provnumret är ej bevarat, men omnämns i ett julnummer av tidningen 23 december 1922.

## Redaktion
Redaktionsort har Visby varit hela utgivningstiden. Politisk tendens har varit moderat, moderat liberal, höger och obunden moderat men hela tiden konservativ. Utgivningsfrekvens för tidningen var onsdagar  och lördag 1873-1888, sedan 3 nummer i veckan måndag, onsdag och fredag. Från 1890 4 dagar i veckan måndag, onsdag, fredag och lördag. 1905 blir tidningen sexdagars med utgivning em och från 1950 sexdagars morgontidning.
Bland dess redaktörer märks Anders Jeurling (1875-78) och Ossian Jeurling (1878-1899), från 1917 verkade även Axel Danielson som chefredaktör. Algot Sandberg var redaktionssekreterare vid tidningen 1887-98.
Periodisk bilagor till tidningen först med titel Bihang 1873-1906, sedan Tutti Frutti 1903-1904 På senare år många bilagor TV Magasinet 1997-2002, Sporten,  Bo Bra, Näringsliv Sporten Visby Centrum, Fredag (Nöje) och Söndag
2008-04-22 utkom titel av Gotlands allehanda på ryska.
| Period                 | Ansvarig utgivare från 1899   | Period                 | Refdaktörer från 1899                           |
| 1899-02-07--1917-09-30 | Weström, Anders Patrik August | 1899-02-08--1917-10-05 | Weström, August                                 |
| 1917-10-01--1937-03-21 | Danielsson, Axel Teodor       | 1917-10-06--1937-02-27 | Danielsson, Axel                                |
| 1937-03-22--1957-01-01 | Nilsson, Axel Arthur          | 1937-03-01--1955-12-31 | Nilsson, Arthur                                 |
| 1995-01-01--1999-03-22 | Mattson, Göran                | 1956-01-02--1961-12-30 | Herlitz, Robert                                 |
| 1999-03-23--2000-03-31 | Nilsson, Rolf K               | 1962-01-03--1973-09-29 | Lönnefalk, Torvald                              |
| 2000-04-01--2004-09-30 | Olsson, Jan                   | 1973-10-01--1977-01-31 | Grubbström, Arne                                |
| 2004-10-01--2007-02-19 | Gahnfelt, Robert              | 1977-02-01--1979-12-19 | Mattsson, Göran                                 |
| 2007-02-20--2007-04-30 | Fransson Ingelmark, Ulrica    | 1979-12-20--1985-11-30 | Zweigbergk, Jurgen von                          |
| 2007-05-02--2007-06-21 | Gahnfelt, Robert              | 1985-12-02--1999-03-22 | Mattsson, Göran                                 |
| 2007-06-22--2007-07-31 | Fransson Ingelmark, Ulrica tf | 1999-03-23--2000-01-18 | Nilsson, Rolf K red chef                        |
| 2007-08-01--2007-09-12 | Gahnfelt, Robert              | 2000-01-19--2002-12-12 | Olsson, Jan tf red chef                         |
| 2007-09-13--2007-10-20 | Fransson Ingelmark, Ulrica tf | 2002-12-13--2007-01-02 | Nilsson, Rolf K                                 |
| 2007-10-22--2008-03-06 | Gahnfelt, Robert              | 2007-01-03--           | Linder, Mats pol chef red                       |
| 2008-03-07--2008-10-31 | Fransson Ingelmark, Urlica tf | 2010-09-01--2017-06-16 | Fransson Ingelmark, Ulrica Sedan 2016 Printchef |
| 2008-11-03--2008-11-10 | Leino, Per tf                 | 2017-03-17--           | Fransson, Ulrica redaktör                       |
| 2008-11-11--2008-12-01 | Fransson Ingelmark, Ulrica tf |                        |                                                 |
| 2008-12-02--2009-06-01 | Wennblad, Peter               |                        |                                                 |
| 2009-06-02--2009-08-05 | Linder, Mats stf              |                        |                                                 |
| 2009-08-06--2010-05-04 | Wennblad, Peter               |                        |                                                 |
| 2010-05-05--2010-10-08 | Fransson Ingelmark, Ulrica tf |                        |                                                 |
| 2010-10-09--2010-11-26 | Linder, Mats tf               |                        |                                                 |
| 2010-11-27--2012-04-27 | Fransson Ingelmark, Ulrica    |                        |                                                 |
| 2012-04-28--2012-06-30 | Buskas, Eva tf                |                        |                                                 |
| 2012-07-02--2012-07-30 | Fransson Ingelmark, Ulrica    |                        |                                                 |
| 2012-07-31--2012-08-20 | Buskas, Eva                   |                        |                                                 |
| 2012-08-21--2013-12-04 | Fransson Ingelmark, Ulrica    |                        |                                                 |
| 2013-12-05--2014-01-07 | Buskas, Eva tf                |                        |                                                 |
| 2014-01-08--2014-07-09 | Fransson Ingelmark, Ulrica    |                        |                                                 |
| 2014-07-10--2014-08-11 | Buskas, Eva tf                |                        |                                                 |
| 2014-08-12--2016-02-29 | Fransson Ingelmark, Ulrica    |                        |                                                 |
| 2016-03-01--2020-07-28 | Buskas, Eva                   |                        |                                                 |
| 2020-07-29-2022-03-10  | Engström, Vilda               |                        |                                                 |
| 2022-03-10—            | Ullrich, Pär                  |                        |                                                 |

## Tryckning
Förlaget hette Gotlands allehanda tryckeri aktiebolag 1957 till 1999 sedan Gotlandspress aktiebolag 1999-10-01--2009-12-31 och sedan 2010 Gotlands media aktiebolag.
Tryckeriet hette 1901-1994 Gotlands Allehandas tryckeri, sedan 1995-2012 Gotlands förenade tidningstryckerier. 1997-1999 trycktes TV magasinet hos Maul-Belser i Nürnberg. 1999 tog Interprint i Stockholm över TV magasinet till 2002. Sedan 2013 heter tryckeriet Pressgrannar i Visby. Tidningen moderniserade sin tryckeriutrustning tidigt och var  först i Sverige med offsettryck den 13 augusti 1964 enligt Pressens tidning 1964-08-15. Tidningens färg var bara svart till 1958, sedan svart + 1 färg till slutet 1964, 1965-1976 svart + 2 färger och från 1977 fyrfärg. Typsnitt har varit antikva. Satsytan var först olika stora format cirka 50 x 44 cm, men tidningen blev tabloid 1977.
Sidantalet var i början 4 sidor och först 1940 fick man 10 sidor. 8-12 sidor hade tidningen fram till 1965 som sedan ökade till upp mot 30 sidor på 1980-talet. Toppnoteringen 60 sidor nåddes 2008, men på senare år har sidantalet mest varit 32-36 sidor.
Priset var 1900 2,50 kronor och efter första världskriget 12,50 kronor år 1921. Priset var sedan stabilt till 1942 på 12 kronor. 50 kronor i pris nåddes 1962. och 110 kr nåddes 1971. 1984 kostade tidningen 500 kr och 1996 1260 kr. 2020 kostar tidningen 2940 kr.
Upplagan var i början av 1900-talet cirka 5000. Den steg till cirka 8000 efter första världskriget. På 1960-talet passerades 10.000 exemplar och 1974-1975 nåddes 1200 exemplar vilket var toppnoteringar till 1990-talet då upplagan var över 12000 exemplar. Påsenare år har upplagan sjunkit från 9200 2010 till 7700 exemplar 2020. Annonsomfattningen har från 2015 varit som lägst 2020 med 43% 2015, 2016 och 2018 över 50 %.